# Eucanthus bonariensis
Eucanthus bonariensis är en skalbaggsart som beskrevs av Johann Christoph Friedrich Klug 1843. Eucanthus bonariensis ingår i släktet Eucanthus och familjen Bolboceratidae. Inga underarter finns listade i Catalogue of Life.